# Zhengxiang
Der Stadtbezirk Zhengxiang (chinesisch 蒸湘区, Pinyin Zhēngxiāng Qū) ist ein Stadtbezirk in der chinesischen Provinz Hunan. Er gehört zum Verwaltungsgebiet der bezirksfreien Stadt Hengyang (衡阳市). Der Stadtbezirk hat eine Fläche von 111,5 km² und zählt 374.000 Einwohner (Stand: Ende 2018).

## Administrative Gliederung
Auf Gemeindeebene setzt sich der Stadtbezirk aus vier Straßenvierteln, einer Großgemeinde und zwei Gemeinden zusammen. 　　